# Sonnentor
Sonnentor s.r.o. je česká firma která se zabývá zpracováním bylin, čajů a koření z ekologického zemědělství v biokvalitě.
V SONNENTORu najdete spoustu inspirace z trvalé udržitelnosti i společenské odpovědnosti. Mají svůj areál v místě obnoveného brownfieldu, vyvíjí pro produkty nové typy obalových materiálů, které jsou kompostovatelné a minimálně zatěžují životní prostředí, vytápí svůj areál peletkami z odpadního prachu a aktivně pracují na snižování energetické náročnosti. Rozvíjí lokální spolupráci s ekologickými pěstiteli a sedláky i projekty férového přímého obchodu s konkrétními lidmi v zemích třetího světa. Dělají věci jinak a zásadově neprodávají do nadnárodních obchodních řetězců. Přesto se stává SONNENTOR obdivovanou značkou a patří dnes do společnosti nevíce udržitelných firem v České republice. Pokud navštívíte návštěvnické centrum Bylinkový ráj SONNENTOR v jejich areálu v Čejkovicích na jižní Moravě, určitě na Vás dýchne jejich originální firemní kultura.

## Historie
Sonnentor s.r.o. (dříve Sluneční brána s.r.o.) byl roku 1992 založen v Čejkovicích na jižní Moravě jako sesterská společnost Sonnentor Kräuterhandels GesmbH.
Původním sídlem byl starý mlýn v centru Čejkovic. Ten se postupně rekonstruoval až do roku 1996, kdy v něm byla otevřena první firemní prodejna. V roce 1999 si společnost zakoupila další brownfield starý výrobní areál zemědělského družstva a začala s rekonstrukcí.
Už v roce 2008 se vydali na dlouhou cestu od konvenčních obalových materiálů k udržitelným alternativám. V roce 2012 byla zrekonstruována hala Mlaty, vznikla v ní nová podniková prodejna a společnost začala pořádat exkurze do výroby biočajů. Bylinková zahrada svaté Hildegardy byla pro veřejnost otevřena v roce 2014 a o rok později se otevřel čajový salon s kavárnou Čas na čaj. 

## Filozofie Sonnentor

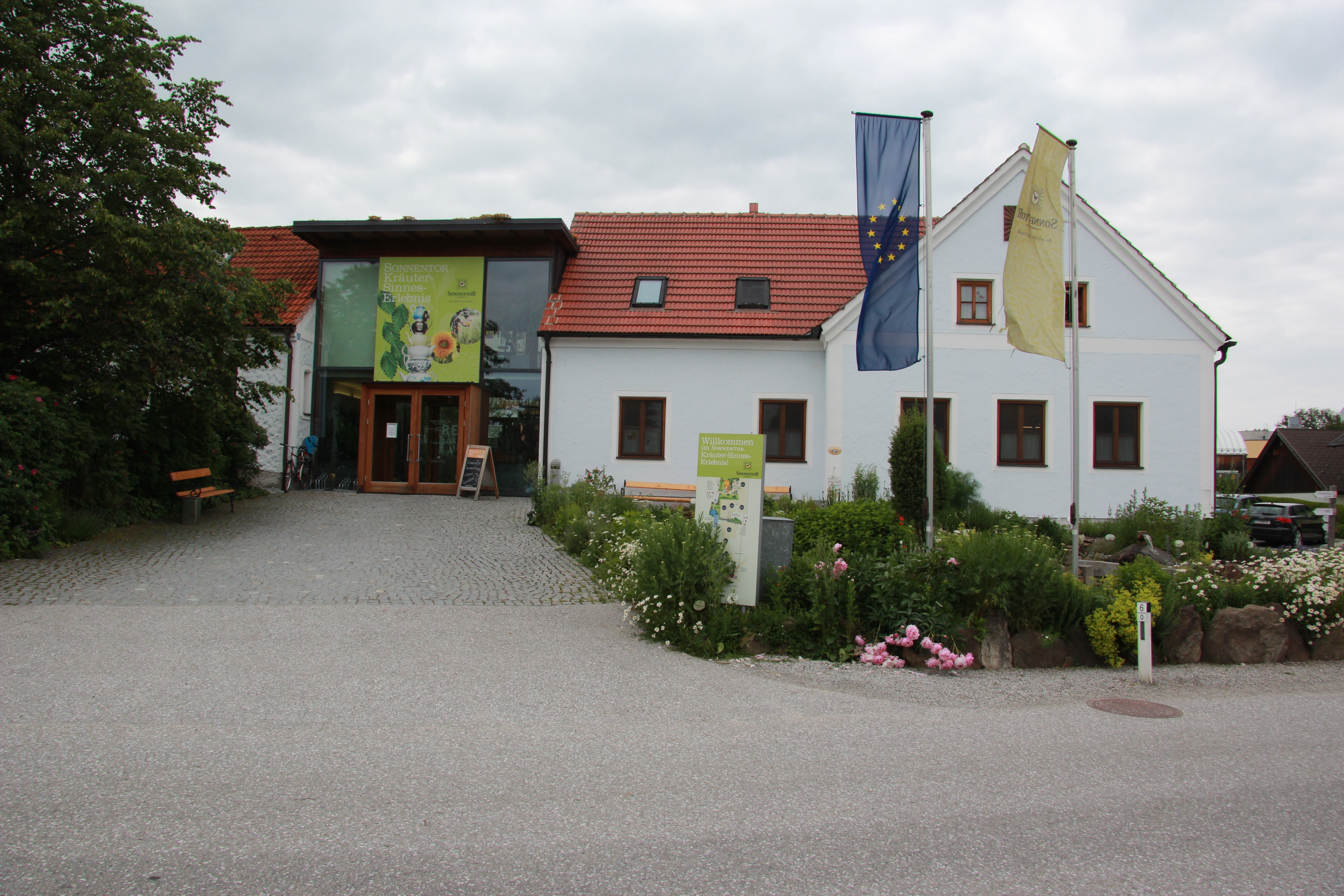
Sonnentor v Rakousku

Od začátku je hlavní ideou společnosti dlouhodobá a oboustranně výhodná spolupráce zpracovatelské společnosti spolu s biofarmáři. Základním prvkem je zpracování a výroba produktů z kontrolovaného ekologického zemědělství. V současnosti firma úzce spolupracuje se 170 ekologickými farmami nejen z České republiky a Rakouska.
Společnost si sama vyvíjí obalové materiály tak, aby byly 100% kompostovatelné nebo alespoň tříditelné a zároveň jich bylo potřeba co nejméně.
Budovy jsou vytápěny teplem odváděným z výrobních strojů a spalováním pelet slisovaných z bylinného prachu vzniklého při výrobě.

## Logo a motto

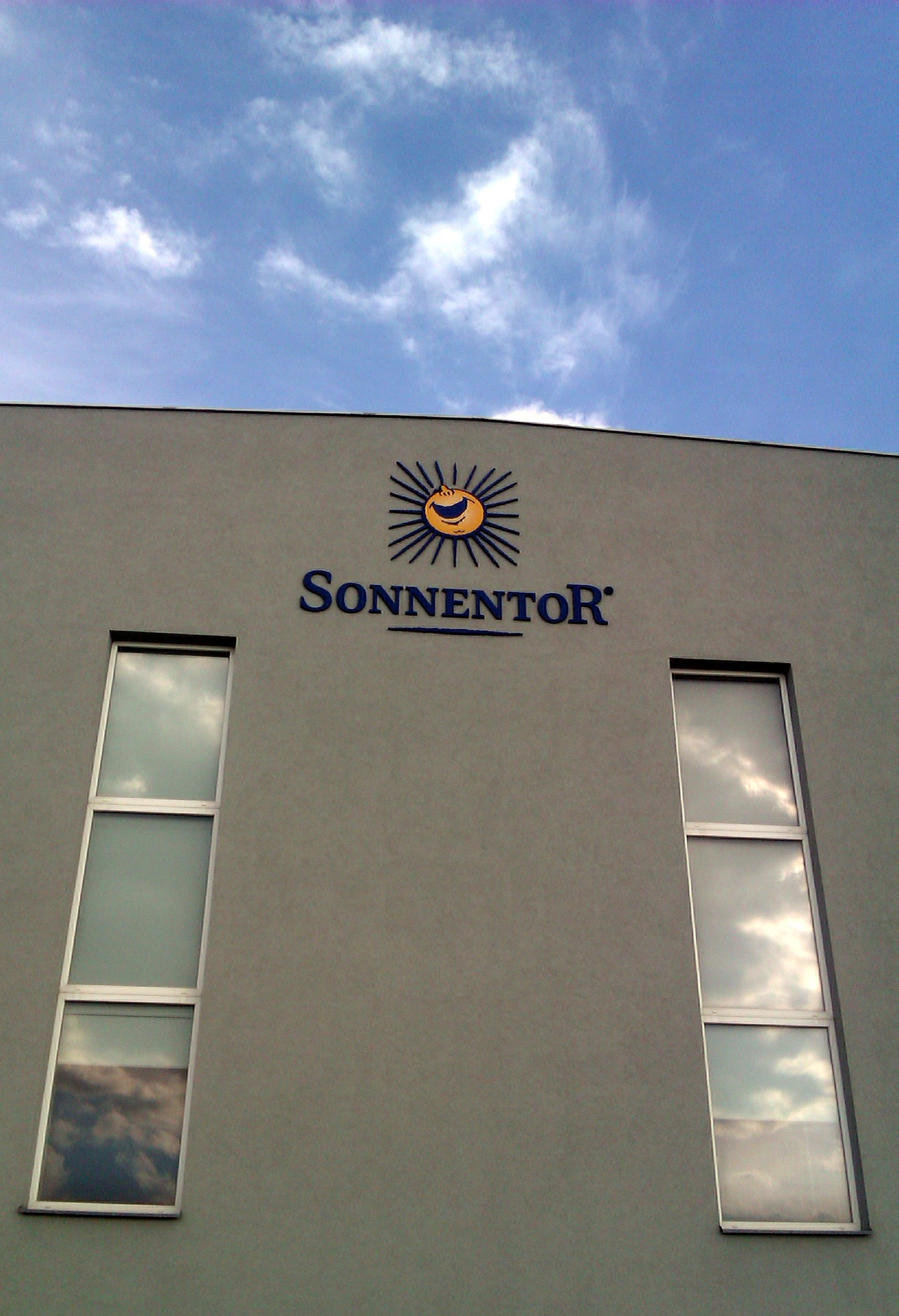
Sonnentor v Čejkovicích

Sonnentor s.r.o. se vyznačuje sloganem: Tady roste radost. Na svých sociálních sítích se společnost prezentuje například hashtagy: #podnikamejinak, #udrzitelnost #bio #eko #sonnentor a #tadyrosteradost. Logo Sonnentoru představuje slunce s 24 paprsky, které symbolizuje středověký symbol života a světla.

## Produkty
Výrobní zaměření:
- Čaje (bylinné, ovocné, černé, zelené, bílé, ledové, kořeněné, rooibos, ginkgo, chai)
- Koření (jednodruhové, kořenící směsi, kulinářské oleje, sůl a směsi soli)
- Pochutiny (sirupy, medy, káva, kakao, latté, pomazánky, bonbony, keksy, cukr, lisované oleje)

## Kritika
- Výroba není zcela bezplastová. Pro stabilizaci pytlů se zpracovanou surovinou na paletě se používá klasická stretch fólie a to kvůli bezpečnému převozu v kamionech.

## Ocenění
- 2012: 5. místo v kategorii FOOD – specializovaná soutěže Prodejna roku[5]
- 2014: 3. místo v kategorii Průmyslové a technologické stavby soutěže Stavba Jihomoravského kraje
- 2015: 1. místo v soutěži Firma jižní Moravy a Ocenění odpovědné firmy pro Jihomoravský kraj[6]
- 2017: Česká biopotravina roku v kategorii Biopotraviny pro gastronomii, pochutiny a ostatní potravinářské výrobky: Čaj Tady roste radost[7]
- 2020: E.ON ENERGY GLOBE - Firma roku 2020[8]
- 2023: 1. místo v soutěži Firma roku jižní Moravy